# Inenting
Inenting (ook vaccinatie of inoculatie) is de injectie van een vaccin in het lichaam waardoor het antistoffen zal gaan maken ter voorkoming van een infectieziekte. Er bestaan verschillende soorten vaccins. Vaccinatie is de meest effectieve en goedkope manier om infectieziektes te voorkomen. In het kader van de volksgezondheid bestaan er wereldwijd vaccinatieprogramma's, vaak gefinancierd door de overheid. De Wereldgezondheidsorganisatie (WHO) schat dat vaccinatie jaarlijks zo'n 2 tot 3 miljoen doden voorkomt. Een verbeterde vaccinatiegraad zou nog zo'n 1,5 miljoen extra doden kunnen voorkomen.

## Werking
De meest voorkomende soort vaccins bestaat uit dode of verzwakte ziekteverwekkers (pathogenen), of delen van ziekteverwekkers, die eenmaal terechtgekomen in de bloedbaan het lichaam aanzetten tot de aanmaak van lichaamseigen antistoffen (actieve immunisatie). Andere soorten vaccins zijn zogenaamde RNA-vaccins en vectorvaccins, die bijvoorbeeld worden gebruikt in vaccins tegen COVID-19. Bij deze vaccins wordt er "instructie" (code) ingebracht (respectievelijk via een vetbolletje en via een onschadelijk gemaakt verkoudheidsvirus, de "vector") waardoor het lichaam zelf de spike-eiwitten gaat maken zoals die op het SARS‑CoV‑2-virus zitten. Vervolgens reageert het eigen afweersysteem op deze spike-eiwitten door antistoffen te gaan maken. Door vaccins tegen ziektes te geven, ontwikkelt een persoon antistoffen tegen verschillende ziektes, zonder dat de persoon de ziekte doormaakt. Dit biedt bescherming tegen ziektes die soms ernstige gevolgen kunnen hebben.
Pasgeboren kinderen hebben voor sommige ziekten bij de geboorte al een resistentie. Tijdens de zwangerschap krijgt een foetus antistoffen van de moeder mee, die tot ongeveer twee maanden na de geboorte aanwezig blijven bij de baby. Ook het geven van borstvoeding draagt daartoe bij. Daarna moet de baby zelf afweerstoffen gaan aanmaken. Dat doet het menselijk lichaam bij een besmetting door een ziekte. Vaccinatie zorgt ervoor dat antistoffen worden gemaakt zonder dat de persoon de ziekte doormaakt.
Een vaccinatie heeft tijd nodig om antistoffen aan te maken en is daardoor niet effectief indien een persoon al ziek is. In dat geval kan bij een infectieziekte soms wel passieve immunisatie worden toegediend, waarbij antistoffen worden geïnjecteerd.

## Toediening

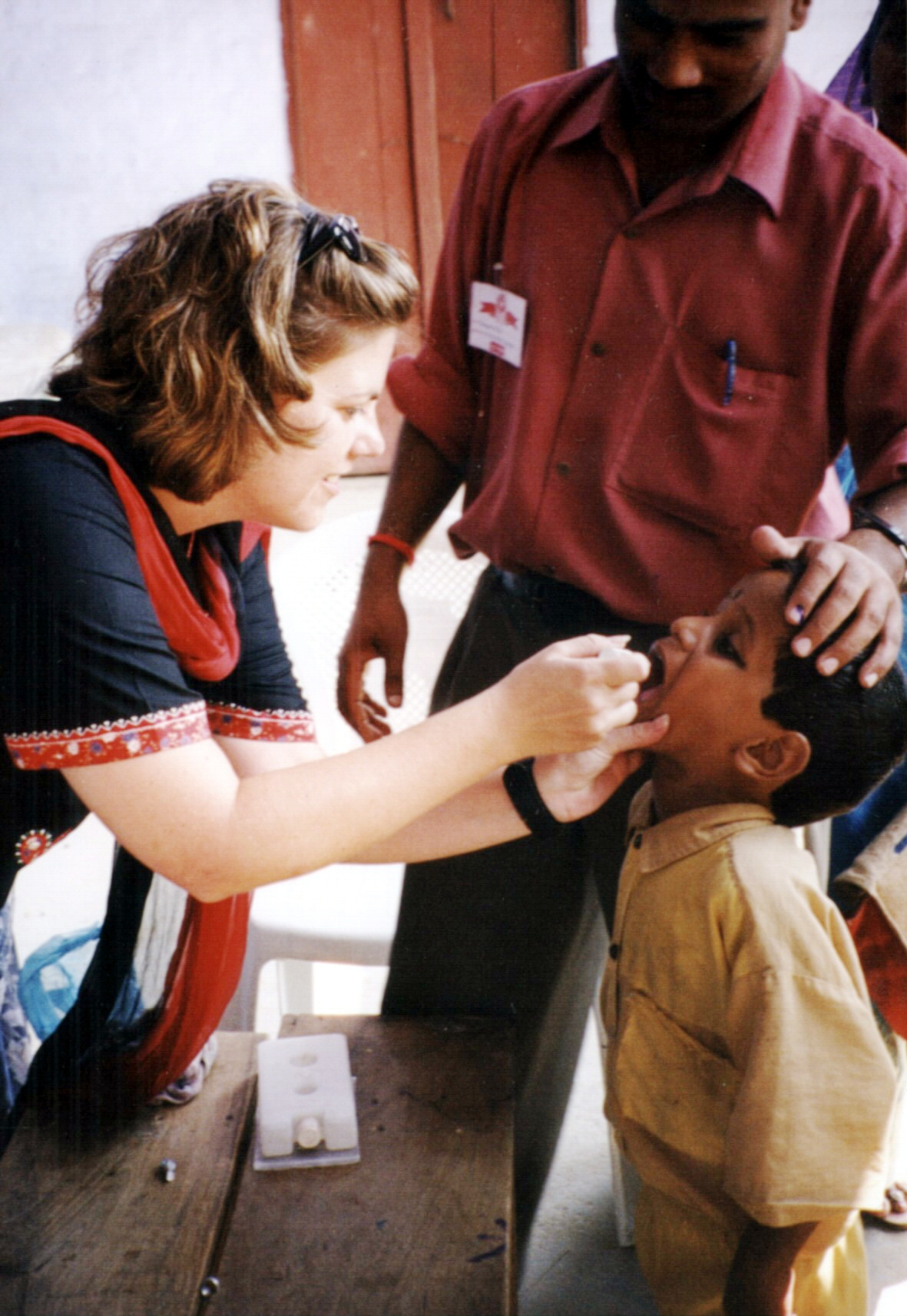
Vaccinatie tegen polio in India

Een vaccin wordt met een injectiespuit meestal intramusculair, midden in een spier, toegediend. Voor sommige vaccins is een subcutane injectie, juist onder de huid, noodzakelijk. Bij kinderen tot 12 maanden wordt de injectie meestal in het dijbeen aangebracht, bij kinderen vanaf 2 jaar in de arm. De plek van toediening wordt geadministreerd en is vastgelegd per type vaccin.

## Specifieke risicogroepen
Inentingen kunnen gegeven worden, wanneer iemand een hoger risico loopt om een bepaalde ernstige infectie op te lopen. Bijvoorbeeld is een hepatitis B vaccinatie zinvol bij mensen die in de gezondheidszorg werken, bij de brandweer, bij de politie, of mensen die vaak onveilige seks hebben. Zij lopen een hoger risico om besmet te raken, en vaccinatie kan deze mensen immuun maken.
Inentingen kunnen ook gegeven worden aan bevolkingsgroepen die een hoger risico hebben om ernstig ziek te worden bij het oplopen van een bepaalde ziekte. De griepprik wordt zo bijvoorbeeld gegeven aan ouderen en aan mensen met suikerziekte of met longproblemen, omdat zij bij het oplopen van griep meer risico lopen op ernstige gevolgen.
Voor buitenlandse reizen worden inentingen voor bepaalde ziekten aangeraden of zelfs verplicht gesteld wanneer bijvoorbeeld wordt gereisd naar landen waar gele koorts voorkomt. De meest voorkomende reizigersvaccinaties zijn tegen:
- difterie-tetanus-polio (DTP)
- hepatitis A
- gele koorts
- buiktyfus

Het choleravaccin wordt in Nederland niet meer toegediend, aangezien het weinig doeltreffend is gebleken.

## Vaccinatieprogramma's

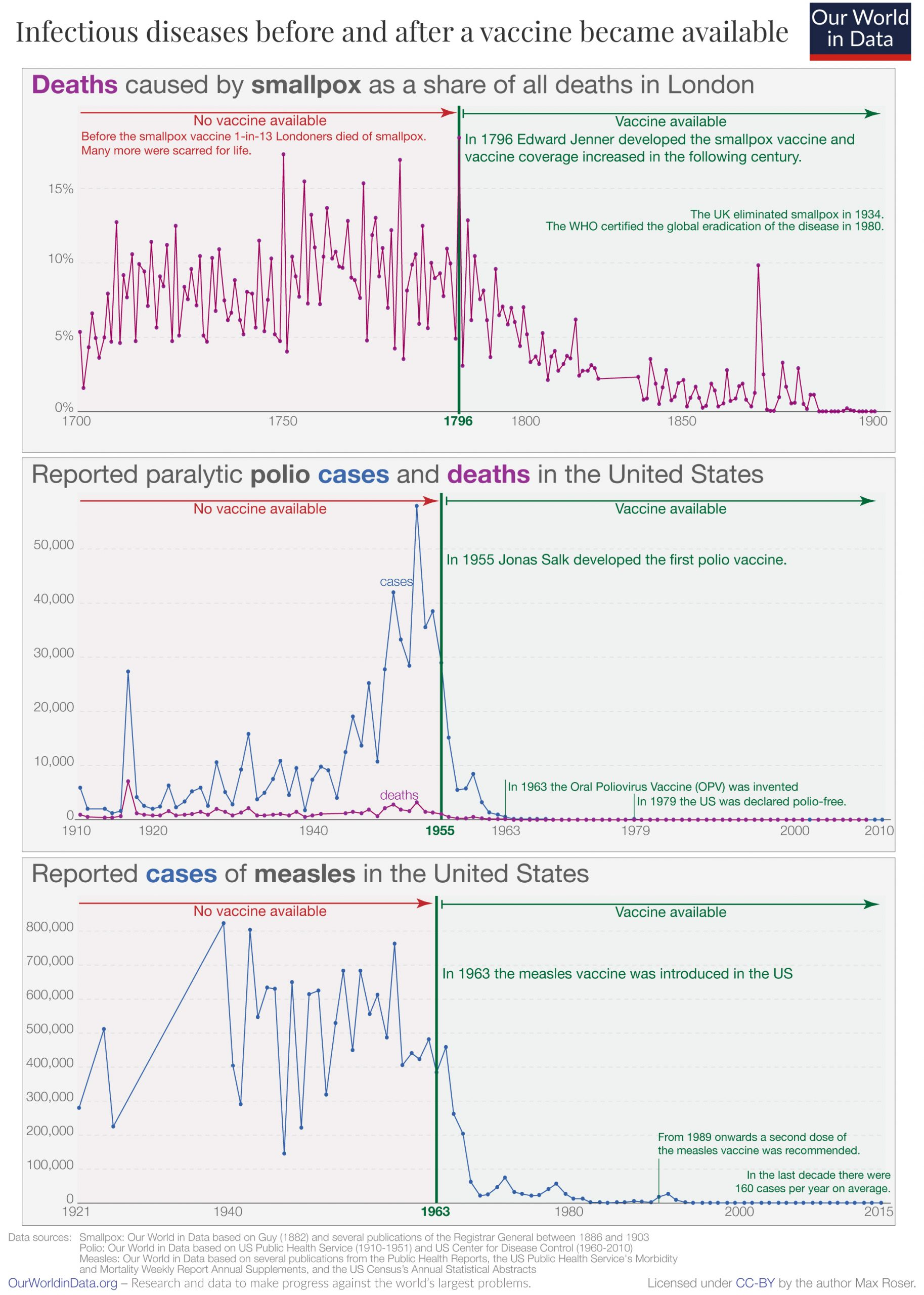
Het vóórkomen van pokken, polio en mazelen voordat en nadat er een vaccin beschikbaar werd

In vele landen bestaan vaccinatieprogramma's, waarbij alle kinderen volgens een bepaald vaccinatieschema inentingen kunnen ontvangen, eventueel nader uitgewerkt in een individueel vaccinatieplan. Hierbij kan simultane vaccinatie plaatsvinden waarbij bepaalde vaccins gecombineerd worden. Het zorgt voor minder belasting bij het kind. Deze inentingen moeten de kinderen én de gehele bevolking beschermen tegen infectieziektes, ter voorkoming van een epidemie. Het deelnemen aan zo'n programma is in Nederland niet verplicht, maar in sommige landen wel. In 2017 werd inenting tegen mazelen en elf andere ziekten bij schoolgaande kinderen verplicht in Italië. In Duitsland werden in datzelfde jaar kinderdagverblijven verplicht om het te melden als de ouders niet kunnen aantonen dat hun kinderen gevaccineerd zijn. De ouders kunnen dan een boete krijgen.

## Bijwerkingen
Uit een meta-analyse van 12.000 studies blijkt dat er wel vaccins zijn die bijwerkingen hebben, maar dat deze veelal uitermate zeldzaam zijn. Volgens het Rijksinstituut voor Volksgezondheid en Milieu (RIVM) komen ernstige bijwerkingen zeer zelden voor en zijn eventuele bijwerkingen meestal mild, zoals verschijnselen rond de prikplek, koorts en hangerigheid. Volgens het RIVM weegt dit ruimschoots op tegen de risico's die ongevaccineerde mensen lopen.
Gebruik van het conserveermiddel thiomersal in vaccins was in de 20e eeuw omstreden omdat er onvoldoende informatie beschikbaar was over de veiligheid.
Wegens misleidende beweringen, dat het de oorzaak was van het stijgend aantal gevallen van autisme, werd in 1999 aan de producenten van vaccins gevraagd om het niet langer in de vaccins voor kinderen te gebruiken.

## Vaccinatieweigering
Principiële bezwaren tegen vaccinatie bestaan bij voornamelijk drie groepen in de bevolking: antroposofen, bevindelijk gereformeerden en kritische prikkers. Volgens het RIVM bevindt de grootste groep gewetensbezwaarden in Nederland zich in antroposofische kringen. Zij zijn van mening dat gezonde voeding voldoende bescherming geeft tegen kinderziektes zoals de mazelen en dat de kinderziekten positieve effecten hebben op de lichamelijke en mentale ontwikkeling van een kind. Ook onder bevindelijk gereformeerden bevinden zich vaccinatieweigeraars. Door hen wordt vaccineren beschouwd als verzet tegen Gods voorzienigheid: God bepaalt of de mens ziek wordt en of die daarvan herstelt, en Hij heeft daar Zijn bedoeling mee. De anti-vaxxers zijn tegen inenten op basis van hun ideeën over zelfbeschikking en willen niet worden beknot in hun vrijheid.
Een organisatie die in Nederland het nut van vaccinaties in twijfel trekt is Nederlandse Vereniging Kritisch Prikken.
Niet-gevaccineerden worden deels beschermd door groepsimmuniteit. Doordat anderen wel gevaccineerd zijn, heeft een uitbraak minder kans zich te verspreiden. Een enkele keer komen er toch uitbraken voor, met name in gebieden waar de concentratie niet-gevaccineerden hoog is. Voorbeelden hiervan binnen Nederland zijn de polio-epidemie van 1978 op de Veluwe, de uitbraak van bof tussen 2009 en 2012 en de uitbraak van mazelen in 2013-2014. Voor de mazelen, de besmettelijkste kinderziekte, moet volgens de Wereldgezondheidsorganisatie (WHO) 95% van alle kinderen ingeënt zijn, wil de groep als geheel bescherming genieten. Ook voor andere besmettelijke ziektes geldt een ondergrens voor groepsimmuniteit.

## Geschiedenis

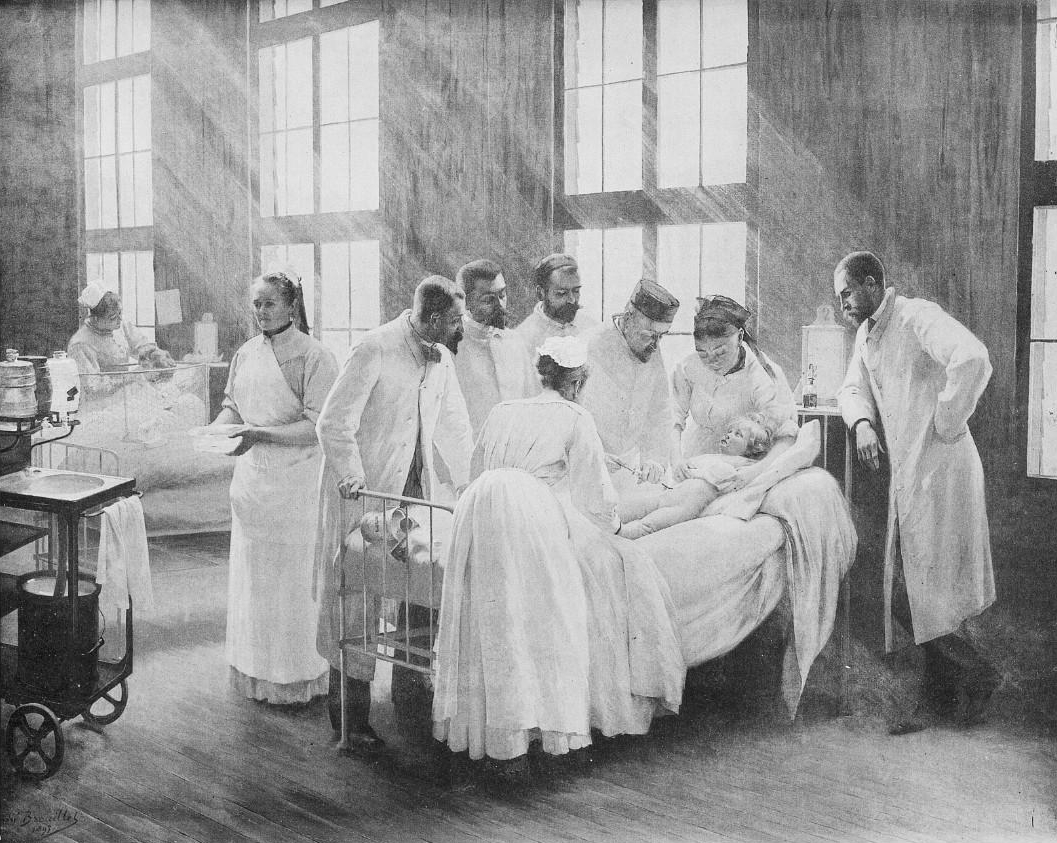
Le vaccin du croup (Het kroepvaccin) door André Brouillet toont de vaccinatie van een kind tegen kroep in 1895

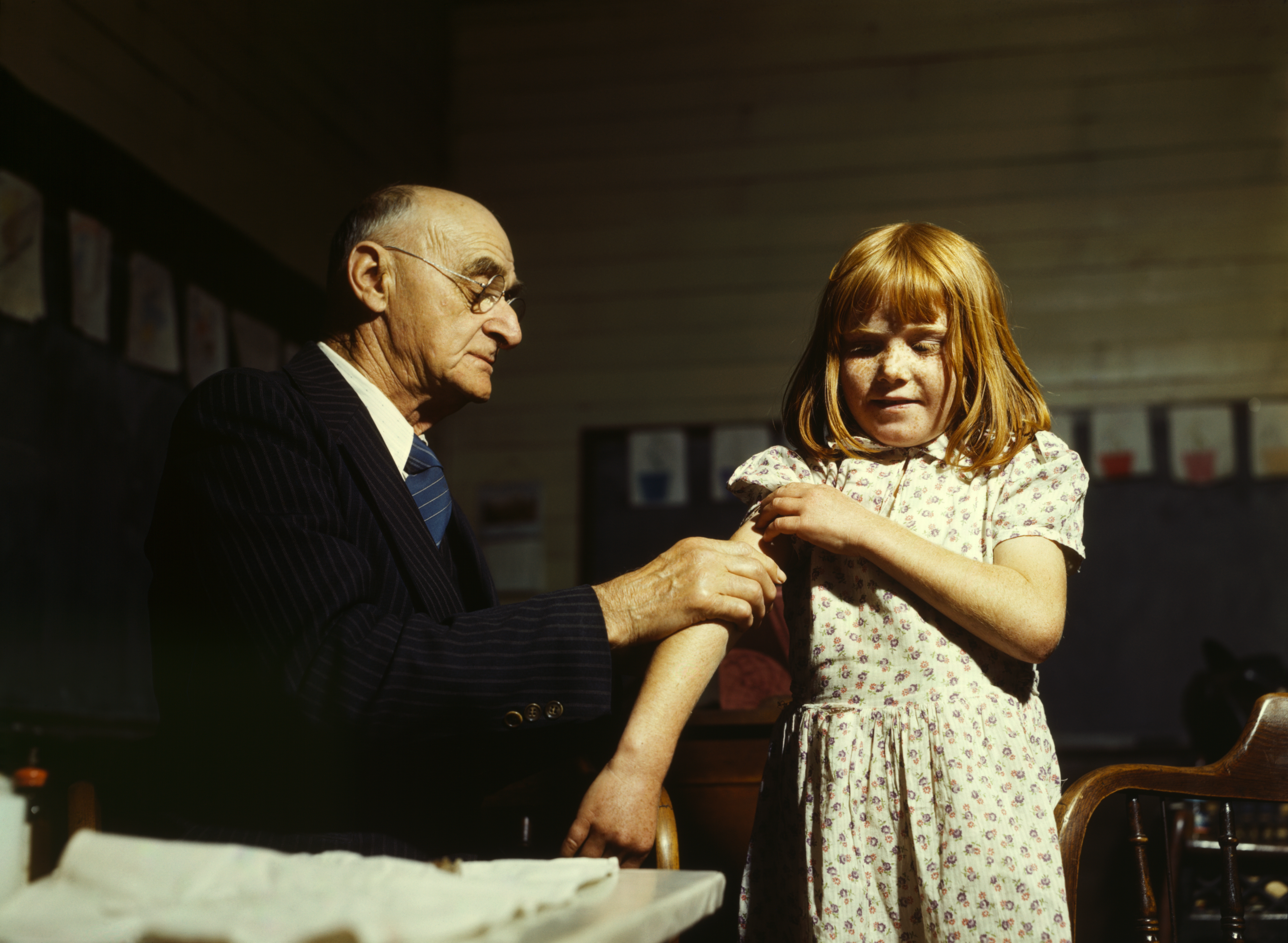
Inenting tegen tyfus, Texas, 1944

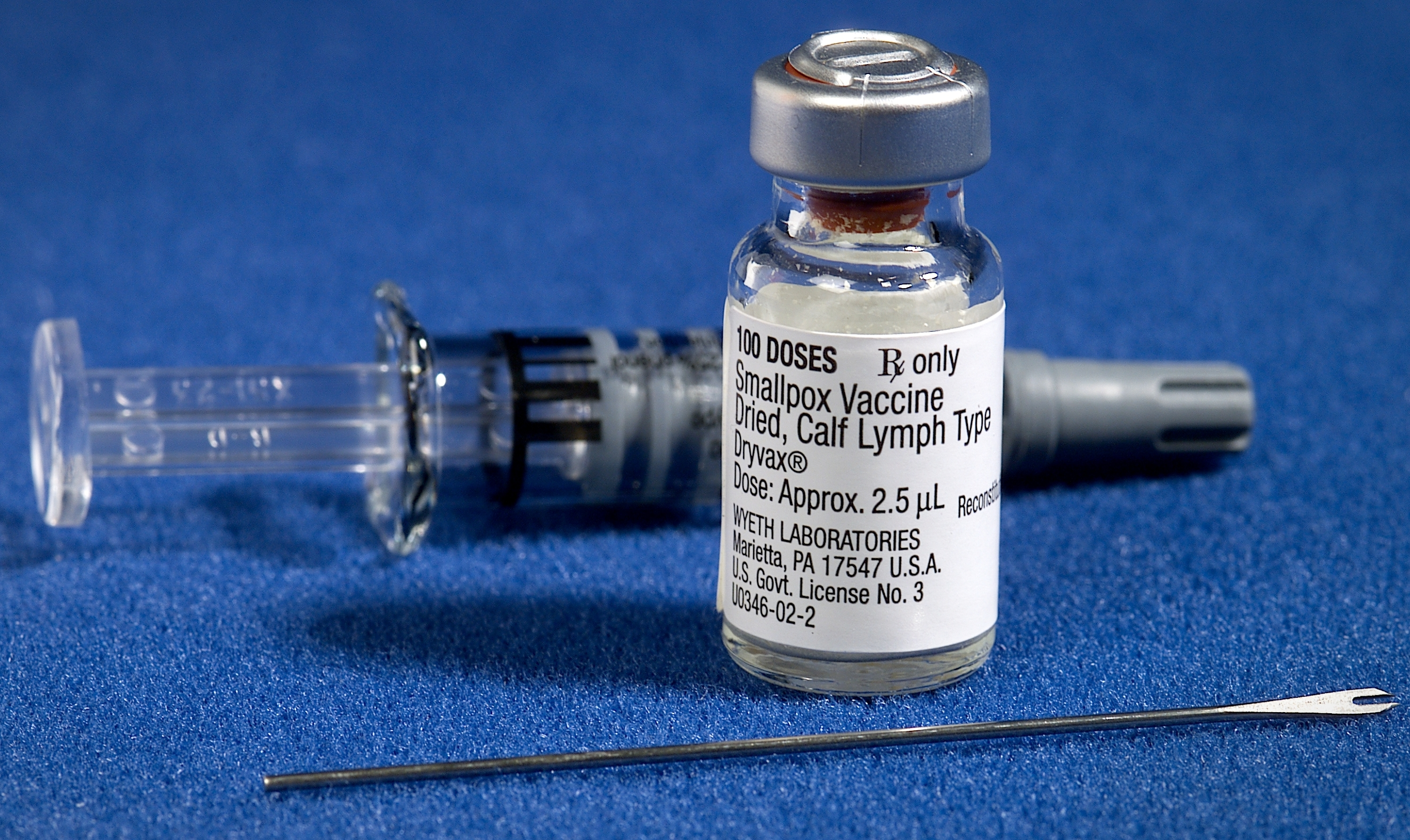
Een flesje met het pokken-vaccin en de bijbehorende gevorkte naald

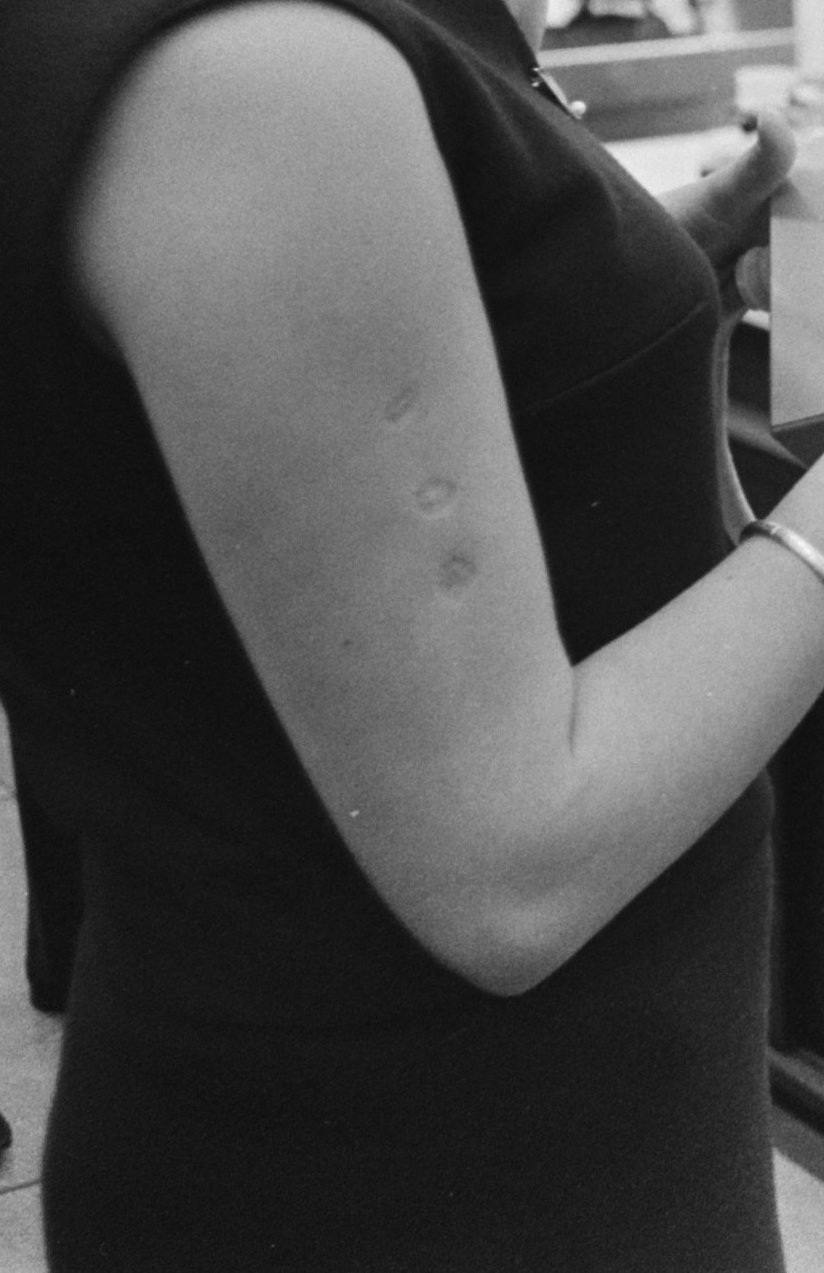
Littekens van een pokkeninenting

De ontdekker van het principe van vaccineren (van het Latijnse woord vacca dat koe betekent) was de Britse arts Edward Jenner die in 1796 opmerkte dat melkmeisjes die besmet waren geweest met koepokken (vaccinia) (aan de handen, door het melken) geen pokken kregen. Door experimenteren ontdekte hij dat ook een opzettelijke besmetting met koepokken mensen bescherming gaf tegen de mensenpokken. Hij was echter niet de eerste die dat had opgemerkt.
Boeren op het platteland in Turkije hadden de gewoonte om zichzelf te beschermen tegen de pokken door zichzelf in aanraking te brengen met het vocht uit een pokkenblaasje van iemand die aan een milde vorm van pokken leed. Hierdoor kreeg men namelijk vaak zelf ook een milde vorm van pokken, en daardoor was men beschermd tegen de ernstige variant. Men liep echter toch een klein risico om ook aan deze milde vorm te overlijden. Lady Mary Montague merkte deze gewoonte op tijdens een bezoek aan Turkije en vertelde erover toen ze terugkwam in Engeland.
Dit verhaal kwam ook Edward Jenner ter ore. Tijdens experimenten viel hem op dat melkmeisjes de ziekte nooit kregen, zelfs niet wanneer hij ze bewust besmette. Jenner bracht dit in verband met het feit dat deze meisjes door hun werk vaak in aanraking kwamen met koepokken. Zo kwam Jenner rond 1796 op het idee dat men zich tegen besmetting met de gevaarlijke menselijke pokken kon beschermen door een moedwillige inenting met koepokken.

### Pasteur ontdekt vaccinaties tegen cholera, miltvuur en hondsdolheid
Louis Pasteur nam bij toeval waar dat kippencholerabacteriën (Pasteurella multocida) die gedurende langere tijd gekweekt waren in het laboratorium en daardoor verzwakt waren, slechts een lichte ziekte veroorzaakten, die tegen een latere ernstige infectie beschermde. Hij formuleerde toen de gedachte dat men met een verzwakte smetstof soms milde infecties kan veroorzaken, waardoor bescherming optreedt tegen besmetting met de echte, ernstigere, virulente ziekteverwekker. In korte tijd verkreeg hij door kweken onder abnormale condities verzwakte smetstoffen van miltvuur, varkensvlekziekte en hondsdolheid. Later verkregen andere onderzoekers op soortgelijke wijze 'minder virulente' vaccins.

### Vaccinaties tegen tyfus, difterie en tetanus
Sir Almroth Wright (1897) concludeerde dat inspuiting van grote doses gedode bacteriën een soortgelijk effect moest hebben, mits bij het doden de structuur van de bacteriën zo weinig mogelijk veranderde (door verhitting op 56 °C, of doding met formaldehyde e.d.). Sir Almroth Wright ontwikkelde zo een werkzaam vaccin tegen buiktyfus.
Toen men ontdekte dat de verschijnselen van difterie (Émile Roux en Alexandre Yersin) en tetanus (Shibasaburo Kitasato) aan exotoxinen te wijten waren, leerde men ook tegen deze ziekten te immuniseren met behulp van toxoïd, dat wil zeggen met door formaldehyde ontgift toxine.

### Moderne technieken bij het maken of toedienen van vaccinaties
Moderne kennis bracht nieuwe mogelijkheden. Naast dode vaccins ontwikkelde men ook vaccins die slechts uit delen van een ziekteverwekker bestaan, namelijk die delen die het afweersysteem het beste kan aanvallen.
Men leerde bij vele infecties welke antilichamen beschermden en welke antigenen of delen daarvan (epitopen) de juiste antilichamen opwekten. In veel gevallen kan men deze antigeenfragmenten koppelen aan een drager-eiwit of met een recombinant-DNA-techniek het fragment aan het oppervlak van een onschadelijke bacterie laten produceren en hiermee immuniseren.
Zo levert een antigeen van het hepatitis B-virus dat door gistcellen geproduceerd wordt, een vaccin op tegen hepatitis B (Maurice Hilleman 1984).
Vaccinia-virus dat een vreemd antigeen aan de celmembraan produceert, levert een vaccin tegen pokken en een andere ziekte (Bernard Moss 1987).
Een andere gebruikte techniek is het injecteren van mRNA dat wordt opgenomen in cellen die daardoor aangezet worden om antigenen te produceren. Het immuunsysteem herkent die antigenen en bouwt een immuunrespons op.
Er wordt ook onderzoek gedaan naar andere manieren van vaccineren dan door middel van een injectie. Zo wordt aan de Rijksuniversiteit Groningen onderzoek verricht naar het vaccineren met behulp van een poeder dat ingeademd wordt. Inhalatie lijkt een veelbelovende vaccinatiestrategie tegen hepatitis-B en vogelgriep omdat het een aantal voordelen biedt boven injecteren. Deze methode biedt wellicht betere en economisch haalbare mogelijkheden om bijvoorbeeld grote populaties kippen in te enten. Ook is de houdbaarheid van een poeder groter dan van een vloeistof.
Een in 2020 nog experimentele toediening bestaat uit een soort pleister met vele microscopisch kleine naaldjes uit suikerkristallen waarop zich het antigeen bevindt. De naaldjes dringen net diep genoeg in de huid om de werkstof af te geven en worden daarna door het lichaam afgebroken.

## Vaccinatie van ouders
Al langere tijd is bekend, dat een zwangere vrouw antistoffen via de placenta en borstvoeding kan doorgeven aan haar ongeboren kind. Uit proeven bij muizen blijken ook mannelijke dieren door infectie of vaccinatie de weerstand van hun nakomelingen te kunnen bevorderen.

## Vaccinatie van dieren
Ook (huis)dieren worden ingeënt, bijvoorbeeld tegen hondsdolheid en niesziekte. Sommige van deze vaccinaties zijn alleen ter bescherming van de dieren, andere (zoals het vaccin tegen hondsdolheid) zorgen ook voor een bescherming van de menselijke bevolking.